# Sosnowica (Lublin)
Sosnowica is een dorp in het Poolse woiwodschap Lublin, in het district Parczewski. De plaats maakt deel uit van de gemeente Sosnowica en telt 700 inwoners.